# Abilio Barbero de Aguilera
Abilio Barbero de Aguilera (Sant Sebastià, 10 de juliol de 1931 - Madrid, 4 de juliol de 1990) va ser un historiador espanyol.
Es va traslladar de molt jove a Madrid, on va estudiar el Batxillerat i les carreres de Dret i Filosofia i Lletres a la Universitat de Madrid, on es va llicenciar amb una memòria anomenada El priscilianismo: ¿herejía o movimiento social?, que va ser publicada en els Cuadernos de Historia de España de Claudio Sánchez-Albornoz el 1963. Va ser professor ajudant adscrit a la càtedra d'Història Medieval de la mateixa universitat, i rebria una beca per continuar els seus estudis al Regne Unit amb l'historiador Philip Grierson. Es doctora el 1968 amb una tesi sobre les influències visigodes a la França carolíngia. Posteriorment treballaria amb Marcelo Vigil, amb qui escriuria dues obres fonamentals per a la historiografia de l'Espanya Medieval: Sobre los orígenes sociales de la Reconquista (1974) i La formación del feudalismo en la Península Ibèrica (1978). Va arribar al càrrec de catedràtic el 1983. Va continuar la seva labor investigadora fins a la seva mort, publicant nombroses obres entre les quals destaquen Los síntomas españoles y la política religiosa de Carlomagno (1984), Configuración del feudalismo en la Península Ibérica (1989) i El reino visigodo y la transición al mundo medieval (1988) en col·laboració amb la seva esposa María Isabel Loring.